# Usedlost čp. 13 (Ločenice)
Usedlost čp. 13 je usedlost z 2. poloviny 18. století, situovaná v historickém jádru obce Ločenice.

## Historie
Obytná budova usedlosti s roubenou světnicí je dendrochronologicky datována mezi lety 1777 a 1781. Další části komplexu (kůlna, chlévy, stodola) pak byly zbudovány v 1. polovině 19. století, stavebně upravovány v 2. polovině 19. století a znovu dílčím způsobem upraveny ve 20. století.
V roce 2017 získala usedlost do vlastnictví obec Ločenice, v roce 2018 pak starosta obce Jaroslav Bína vstoupil do jednání s Národním památkovým ústavem a podal žádost o prohlášení nemovitosti za kulturní památku. Tou byl objekt prohlášen v roce 2019.

## Architektura
Usedlost se nachází na východní straně návsi obce a její půdorys má tvar písmene L. Přední část, orientovanou do ulice, tvoří obytné stavení, v zadní části jsou pak umístěny chlévy, kůlna a stodola. 
Obytné stavení se skládá ze síně, původně černé kuchyně (dnes bílé kuchyně) a roubené světnice. Dům je jednopatrový, se sedlovou střechou krytou bobrovkami. Do návsi směřuje hladká fasáda s trojúhelníkovým štítem, dvěma okny v přízemí a dvěma větracími otvory tvaru geometrických čtyřlístků ve štítě. Dále navazuje brána s polokruhovým vjezdem s dvoukřídlými vraty.
Světnice domu má roubené stěny v kožichu, na kamenné podezdívce. V interiéru světnice je zachován trámový strop s povalovým záklopem. Světnice je vůči ostatním prostorám domu mírně vyvýšená a pod ní je zbudován sklep s valenou klenbou. Kuchyně je zaklenuta dvěma poli plackové klenby. Na obytnou část stavení pak navazuje špýcharová komorová část tvořená kamenným zdivem a s trámovým stropem. Pravděpodobně na počátku 20. století byla k objektu přistavěna ještě novější obytná část se třemi místnostmi.
Součástí areálu jsou také přízemní tříkomorové chlévy a otevřená kůlna s dřevěným patrem. Na tu pak navazuje průjezdná stodola.